# 빈 신년음악회

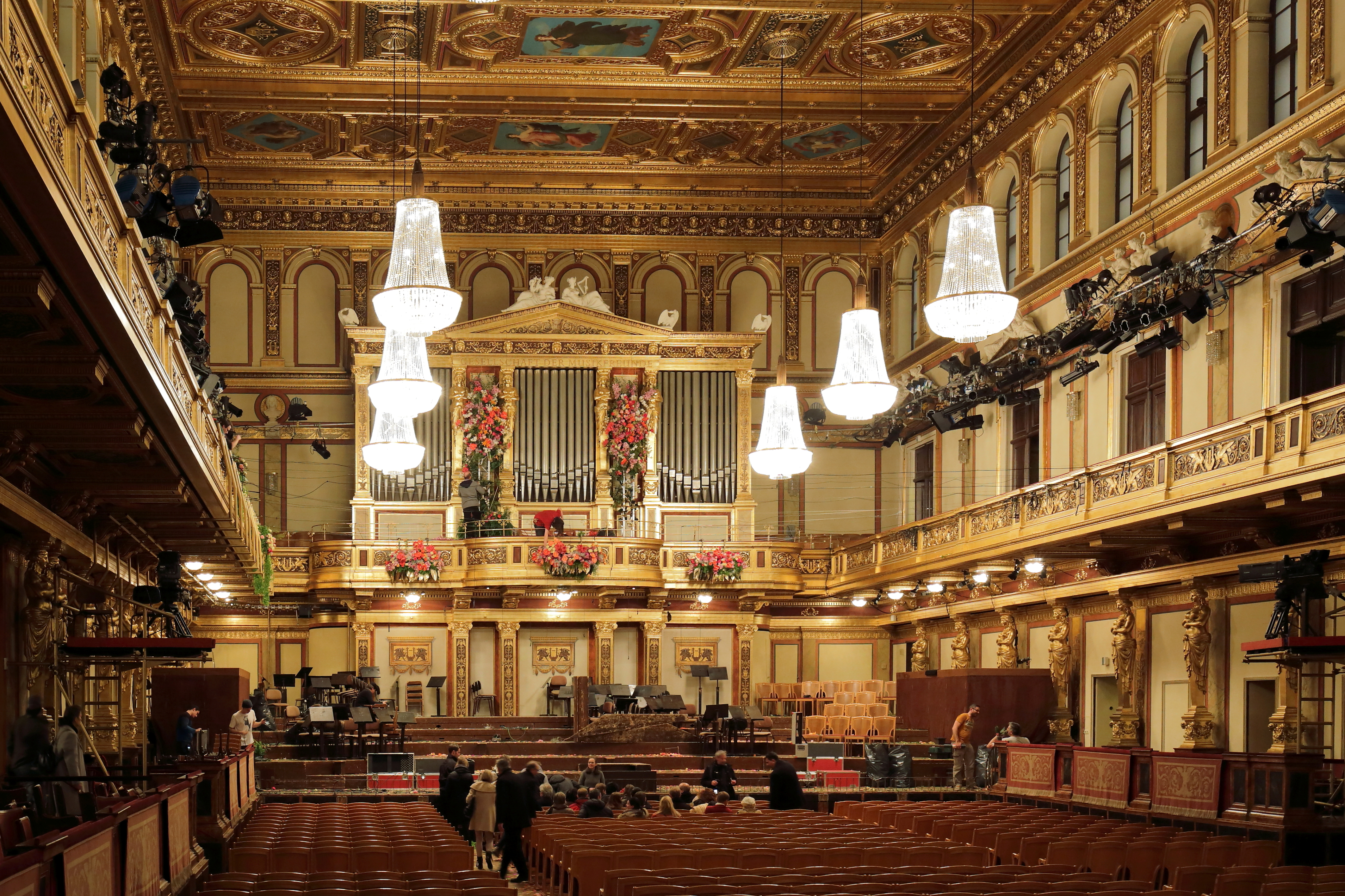

빈 신년음악회(빈 新年音樂會, Neujahrskonzert in Wien, New Year's Concert in Vienna)는 오스트리아의 대표적인 관현악단인 빈 필하모니 관현악단이 매년 1월 1일 11시 15분에 빈 음악협회 황금홀에서 개최하는 음악회로, 정식 명칭은 빈 필하모닉 오케스트라 신년음악회(Neujahrskonzert der Wiener Philharmoniker)이다.

## 역사
왈츠와 폴카 등으로 대표되는 빈 춤곡을 빈 필이 연주하기 시작한 것은 1920년대 초반이었으며, 이후 공연 프로그램 전체를 슈트라우스 일가의 작품으로 채워넣은 연주회도 종종 열리게 되었다. 이것을 송년/신년 행사로 정립하고자 하는 움직임도 있었으며,
나치의 선전 장관 요제프 괴벨스의 열정적인 지원으로 1939년에 설립된 것으로 알려져 있다.(1942년 이 악단의 100주년이 되는 해, 거의 절반의 단원들이 나치 당원이었다.)
1939년 12월 31일에 클레멘스 크라우스의 지휘로 요한 슈트라우스 2세 특집으로 꾸민 마티네 콘체르트(낮 음악회)가 개최되었다.
크라우스는 1940년 12월 31일에도 요한 슈트라우스 2세와 요제프 슈트라우스의 작품들로 짜여진 공연을 개최했으며, 이 공연은 바로 다음 날인 1941년 1월 1일에도 반복되어 첫 번째 빈 신년음악회로 기록되고 있다. 신년음악회는 전쟁 중에도 크라우스의 지휘로 계속 개최되었으며, 종전 후인 1946년과 1947년에 요제프 크립스가 잠시 지휘한 뒤 크라우스가 다시 이어받았다.
1954년에 크라우스가 빈 필과 해외 순회 공연 중 멕시코에서 급서하자 후계자 인선 작업이 진행되었는데, 당시 빈 필의 악장이었던 빌리 보스코프스키가 후임이 되었다. 보스코프스키는 1979년에 건강상의 이유로 은퇴할 때까지 역대 최다 횟수인 25회의 신년음악회를 개최했으며, 재임 기간 동안 공연 실황이 라디오와 텔레비전으로 국내외에 중계되어 세계적인 명성을 얻기 시작했다.
보스코프스키의 후임으로는 당시 빈 국립오페라단 음악 감독이었던 미국 출신의 로린 마젤이 1980년부터 이어받아 1986년까지 지휘했으며, 1987년부터는 해마다 다른 지휘자를 초빙하는 제도로 바뀌어 지금까지 계속되고 있다.

## 역대 지휘자 목록
- 1941-45, 1948-54: 클레멘스 크라우스
- 1946-47: 요제프 크립스
- 1955-79: 빌리 보스코프스키
- 1980-86, 1994, 1996, 1999, 2005: 로린 마젤
- 1987: 헤르베르트 폰 카라얀
- 1988, 1991: 클라우디오 아바도
- 1989, 1992: 카를로스 클라이버
- 1990, 1995, 1998, 2007, 2015: 주빈 메타
- 1993, 1997, 2000, 2004, 2018[2], 2021[3]: 리카르도 무티
- 2001, 2003: 니콜라우스 아르농쿠르
- 2002: 오자와 세이지
- 2006, 2012[4],2016[5]: 마리스 얀손스
- 2008, 2010: 조르주 프레트르
- 2009, 2014, 2022[6]: 다니엘 바렌보임
- 2011, 2013, 2023[7]: 프란츠 벨저-뫼스트
- 2017: 구스타보 두다멜[8]
- 2019, 2024: 크리스티안 틸레만[9]
- 2020: 안드리스 넬손스[10]

## 지휘자 초빙
기존의 암묵적인 원칙은 '빈 출신' 혹은 '빈에서 오랫동안 음악을 배운 사람'에 한정되어 있었으나, 1990년대 들어 많이 완화되었다. 1992년에는 미국의 레너드 번스타인을 초빙하고자 했으나 무산되기도 했고, 2002년에는 오자와 세이지가 역대 최초의 극동 아시아 지휘자로 출연해 화제가 되었다. 2008년 지휘자로 선정된 조르주 프레트르는 83세의 노장 지휘자로, 신년음악회 역사상 최초의 프랑스 지휘자이자 역대 신년음악회 지휘자 중 최고령이다.
2010년에는 85세의 나이에 다시 신년음악회를 지휘하게 되면서 자신이 세운 최고령 기록을 깼다.

## 연주곡 선정 전통
빈과 오스트리아의 지역색을 살리기 위해 빈 출신 혹은 빈에서 주로 활동한 작곡가들의 작품 위주로 선곡되는데, 슈트라우스 일가인 요한 슈트라우스 1세와 그 아들들인 요한 슈트라우스 2세, 요제프 슈트라우스, 에두아르트 슈트라우스, 그들의 동료이자 경쟁자들이었던 요제프 라너, 칼 미하엘 치러, 프란츠 폰 주페, 요제프 '페피' 헬메스베르거 2세 등의 작품이 중심이 된다. 가장 많이 선곡되는 작곡가는 요한 2세이며, 헬메스베르거 2세는 비교적 늦은 1997년부터 프로그램에 포함되기 시작했고 헬메스베르거 2세의 아버지 요제프 헬메스베르거 1세는 2016년에야 처음 포함했다. 1994년부터는 슈트라우스 가족들의 작품 연주에 미하엘 로트가 재편집한 '슈트라우스 에디치온(Strauss-Edition)'이라는 개정판 악보가 일괄 사용되고 있다.
여기에 빈 필의 창립자였던 오토 니콜라이의 오페라 '윈저의 명랑한 아낙네들' 서곡이 간혹 추가되기도 하고, 특정 작곡가의 생몰년도일 경우나 지휘자의 재량에 따라 비전통적인 선곡이 이루어지기도 한다. 1980년에는 자크 오펜바흐의 사망 100주년 기념으로 오페레타 '지옥의 오르페(천국과 지옥)' 서곡이 연주되었으며, 1991년에는 모차르트의 사망 200주년 기념으로 콩트르당스와 독일 춤곡 작품들이 연주되었다. 2006년에도 모차르트 탄생 250주년 기념으로 오페라 '피가로의 결혼' 서곡이 연주되었으며, 2009년에는 하이든 서거 200주년 기념으로 교향곡 제45번 '고별' 의 4악장이 공식 프로그램의 마지막 곡으로 연주되었다.
지휘자 재량에 의해 비전통적인 선곡이 이루어진 사례도 있다. 하지만 이러한 비전통적 선곡의 경우 빈 필의 보수적인 자세로 인해 갈등을 겪는 경우가 많다. 1991년이 대표적으로 로시니의 오페라 '도둑 까치' 서곡, 슈베르트의 피아노용 춤곡들을 브루노 마데르나가 관현악 편곡한 두 곡, 모차르트의 콩트르당스와 독일 춤곡 작품들이 포함된 파격적인 선곡이 이루어졌다. 빈 신년음악회의 근간을 흔드는 파격적인 선곡이었기 때문에 당시에 격렬한 반발을 불러왔다. 이후에 아바도는 빈 신념음악회의 지휘자로 초빙되지 못했다. 2003년에는 베버의 '무도회의 권유' 와 브람스의 헝가리 춤곡 두 곡이 레퍼토리에 포함되었다. 아르농쿠르 역시 이후에는 빈 신년음악회 무대에는 나타나지 않았지만 빈 필과의 관계는 유지되었다.
1부와 2부는 행진곡이나 서곡, 왈츠 등으로 시작하며, 원칙적으로 관현악만의 연주곡을 선곡하지만 1987년에 특별 출연한 소프라노 캐슬린 배틀이나 1982, 1988, 1998, 2012, 2016년에 초빙된 빈 소년 합창단이 간혹 협연하는 경우도 있다. 그리고 2017년엔 빈 필하모닉 창단 175주년 기념으로 빈 징페라인을 초빙했다. 그러나 이러한 경우에도 빈 춤곡을 레퍼토리로 하고 있기 때문에 선곡 전통에 큰 변화는 없다.

## 앙코르
전통적으로 빠른 폴카나 갈롭 등의 춤곡, 요한 2세의 왈츠 '아름답고 푸른 도나우' 와 요한 1세의 '라데츠키 행진곡' 이 연주되는데, 보스코프스키 재임 기간에 전통으로 정립되기 시작해 거의 모든 지휘자들이 이에 따르고 있다. 하지만 2005년의 경우 음악회 직전에 발생한 2004년 인도양 지진 해일 사태를 감안해 행진곡이 생략되기도 했다.
'아름답고 푸른 도나우' 연주 직전에는 지휘자와 빈 필 단원들이 청중들에게 새해 인사를 한 뒤 연주를 시작하고 있으며, '라데츠키 행진곡'의 경우에는 청중들이 박자에 맞추어 박수를 치는 것으로도 유명하다. 마지막 행진곡의 연주 때에는 지휘자들도 관현악단이 아닌 청중들을 바라보며 지휘하는 것이 관습으로 자리잡고 있다.

## 실황 중계
빈 신년음악회의 실황 중계는 오스트리아 방송 협회(ORF)와 독일 제 2텔레비전(ZDF), 일본 NHK 3사가 공동으로 진행하고 있으며, 위성을 통해 세계 40여개 국가에 동시 송출되고 있다. 영상 감독은 브라이언 라지가 20년 이상 맡고 있다(1987년에는 험프리 버튼이 담당함). 공연 실황 뿐 아니라 빈 국립 발레단이 연주곡에 맞추어 안무한 발레 장면도 삽입되고 있으며, 중간 휴식 시간에는 오스트리아 관광 홍보 자료 등이 방송되기도 한다.

## CD와 DVD
1960년대 후반부터 데카에서 '빈 신년음악회' 혹은 '신년음악회'라는 이름으로 LP가 여러 장 나온 적이 있지만, 실황녹음이 아닌 스튜디오 녹음이 거의 대부분이다. 공연 실황으로 제작한 최초의 음반은 1975년의 것으로, 특별히 'live from Vienna'라는 소제목이 기입되어 있다. 보스코프스키의 마지막 신년음악회 공연이 된 1979년의 실황도 데카에서 발매되었는데, 공연 프로그램 전체가 녹음되어 발매된 최초의 음반이자 유럽에서 진행된 첫 상업용 디지털 녹음이라는 기록을 남기기도 했다.
마젤이 재임한 1980년대 초반부터 중반의 음반은 도이체 그라모폰에서 출반되었으나, 해마다 나온 것은 아니고 1980년부터 1983년까지 나온 뒤 중단되었다. 1987년에 카라얀이 지휘한 실황부터는 한 해도 빠짐없이 음반이 출반되고 있으며, 텔레비전 녹화 영상으로 만든 비디오 테이프와 LD(이후 DVD)도 발매되었다. 1996년부터는 공연 실황 전체를 담는 CD 두 장짜리 세트의 발매가 일반화되었다.
최근에는 1940년 12월 31일 음악회의 실황을 담은 아세테이트 디스크가 발견되어 CD로 출반되기도 했고, 1974년 실황이 도이체 그라모폰의 DVD로 첫 선을 보이기도 했다. 빈 신년음악회의 CD는 공연 종료 후 약 1주일 뒤, DVD는 약 2주일 뒤에 발매되는데, 이는 클래식 음악회 실황 음반으로서 매우 이례적인 사례다. 2009년 신년음악회 실황은 DVD뿐만 아니라 처음으로 블루레이(Blu-ray)디스크로도 출시되었다. 이후 2010년을 제외하고 2011년부터 매해 블루레이로도 발매했고 최근 1987년 신년음악회를 블루레이로 수복 발매했다.
2009년부터는 메디치 TV(http://medici.tv/ )에서 VOD로도 시청할 수 있다.

## 같이 보기
- 빈 필하모닉 오케스트라